# Рение Монфератски
Рение Монфератски или Райнер Монфератски (на италиански: Ranieri di Monferrato, * ок. 1162, † 1183) от фамилията Алерамичи е кесар на Византия от 1180 г. до смъртта си.
Той е най-малкият син на Вилхелм V Монфератски, маркграф на Монферат († 1191). Внук е на маркграф Райнер Монфератски и брат на Вилхелм, Конрад и Бонифаций Монфератски.
Рение (Райнер) отива в двора на византийския император Мануил I Комнин в Константинопол. Той се жени през пролетта 1180 г. за Мария Комнина Порфирогенита (1152 – 1182), дъщерята на императора. Райнер Монфератски приема православната вяра, променя името си на Йоан и получава титлата кесар.
Император Мануил I Комнин умира пръз 1180 г. и е последван от малолетния Алексий II Комнин под регентсвото на вдовицата императрица Мария Антиохийска и нейния любовник протосеваст Алексий Комнин.
През пролетта 1181 г. Райнер и съпругата му организират заговор срещу регентите. Заговорът е разкрит. Райнер и Мария Комнина заедно с Константинополския патриарх Теодосий I Ворадиот (1179 – 1183) се оттеглят в църквата „Света София“, където се барикадират с грузински и италиански наемници. След два месеца обсада те се предават и са помилвани. Но Райнер и съпругата му продължават с интригите си против регентската двойка.
През есента 1182 г. Андроник Комнин, член на императорската фамилия, се завръща в Константинопол, избива почти всички латинци и се провъзглася за регент. През пролетта 1183 г. Андроник поръчва убийството на император Алексий II, неговата майка Мария (Ксения), нейният любовник Алексий Комнин, както и на Райнер от Монферат и на Мария Порфирогенита.